# AA ESMAC
Die Associação Atlética Escola Superior Madre Celeste, bekannt unter dem Akronym ESMAC, ist die Universitätsportgemeinschaft der Escola Superior Madre Celeste in Ananindeua im brasilianischen Bundesstaat Pará.

## Geschichte
Die Sportgemeinschaft ist in verschiedenen Individual- und Mannschaftssportarten aktiv. Bekannt ist sie vor allem wegen ihrer Frauenfußballabteilung, die zu den Spitzenkräften in Pará zählt und bereits mehrfach die Staatsmeisterschaft gewinnen konnte. Mit dem Einzug ins Halbfinale der Série A2 der Saison 2021 vollendete das Team den Aufstieg in die erste Liga des brasilianischen Frauenfußballs für die Saison 2022.

## Erfolge
Fußball (Frauen):
| Staatsmeisterschaft von Pará | (6×): | 2012, 2016, 2017, 2018, 2019, 2020 |